# Hyperolius kivuensis
Hyperolius kivuensis ist ein Riedfrosch, der in Zentral- und Ostafrika verbreitet ist.

## Merkmale
Es handelt sich um eine relativ große Art mit ausgeprägtem Sexualdimorphismus. Die Weibchen erreichen eine Körpergröße von 2,51 bis 4,05 (durchschnittlich 3,31) Zentimetern und die Männchen von 2,35 bis 3,71 (durchschnittlich 2,97) Zentimetern. Die lange Schnauze läuft spitz zu und die Pupillen liegen horizontal. Die Körperfarbe ist rückenseitig einfarbig braun, gräulich oder grün. An den Körperseiten verläuft jeweils ein dunkler Streifen. Unterhalb des Streifens sind die Körperseiten und der Bauch weiß gefärbt. Die eher versteckten Teile der Beine fallen rötlich bis gelb aus. Die Männchen haben eine kehlständige Schallblase.
Eine ähnliche Art, die zudem teils sympatrisch vorkommt, ist Hyperolius balfouri. Diese ist unter anderem etwas größer. Eine weitere verwechselbare Art ist Hyperolius quinquevittatus.

## Lebensweise
Hyperolius kivuensis bewohnt Feuchtsavannen, Feuchtgebiete und Regenwälder, aber auch zu Buschland degradierte Wälder sowie einige Landwirtschaftsflächen und Bananenplantagen. Der Ruf der Art besteht aus einer Reihe langsamer, rauer Knarrgeräusche. Der Laich wird an Teichen und Seeufern mit dichter Vegetation platziert. Die Eier sind weiß mit einem kleinen schwarzen Streifen und die gelartige Laichmasse ist milchig. Die Frösche erreichen ihre Fortpflanzungsreife nach 10 bis 14 Monaten. Sie werden in freier Wildbahn bis zu 4 Jahre und in Gefangenschaft bis zu 6 Jahre alt.

## Verbreitung
Hyperolius kivuensis ist in Zentral- und Ostafrika hauptsächlich rund um die Afrikanischen Großen Seen verbreitet. Das nördlichste bekannte Verbreitungsgebiet liegt im Südwesten Äthiopiens und im Südsudan. Weiter südlich kommt die Art im westlichen Kenia, in Uganda, im Osten und Süden der Demokratischen Republik Kongo, in Ruanda und Burundi, im zentralen bis westlichen Tansania sowie in Malawi, Sambia, Mosambik und Angola vor. Es wird zudem vermutet, dass Hyperolius kivuensis auch im Norden Simbabwes vorkommt. Die Art lebt in Höhenlagen von bis zu mindestens 2300 Metern.

## Gefährdung
Hyperolius kivuensis wird von der IUCN aufgrund des großen Verbreitungsgebiets und ausreichender Populationsdichte als nicht gefährdet eingestuft. Zudem kommt die Art in einem breiten Spektrum an Lebensräumen vor. Eine zukünftige Gefährdung des Bestands in Äthiopien ist dort durch zunehmende Entwaldung und Ausbreitung von Besiedlungs- und Landwirtschaftsflächen denkbar. Bei einzelnen Exemplaren aus Süd-Kivu im Osten der Demokratischen Republik Kongo konnte ein Befall mit Chytridpilzen festgestellt werden. Schutzgebiete, in denen der Frosch vorkommt, sind beispielsweise in Ruanda der Akagera-Nationalpark an der Grenze zu Tansania und das hochgelegene Rugezi-Feuchtgebiet im Norden des Landes. Hyperolius kivuensis ist in Ruanda einer der am häufigsten in Feuchtgebieten auftretenden Frösche.

## Taxonomie
Hyperolius kivuensis ist eine Riedfroschart aus der sehr artenreichen afrikanischen Gattung Hyperolius. 
Der Afrikaforscher und spätere Kolonialbeamte Richard Kandt sammelte zwischen 1897 und 1902 während seiner Suche nach einer Quelle des Nils und der Erforschung des Kiwusees Typusexemplare verschiedener Froscharten und sandte sie ans Zoologische Museum nach Berlin. Eine dieser Arten wurde 1931 von dem deutschen Zoologen Ernst Ahl in seinem Werk Zur Systematik der afrikanischen Arten der Baumfroschgattung Hyperolius als Hyperolius kivuensis wissenschaftlich erstbeschrieben und ist nach dem Typenfundort am Kiwusee (Westseite) benannt. 
Hyperolius multifasciatus, ebenfalls 1931 von Ernst Ahl erstbeschrieben, wurde 2007 mit Hyperolius kivuensis synonymisiert. Weil sich die Beschreibung von Hyperolius kivuensis in Ahls Werk auf Seite 26 befindet, jene von Hyperolius multifasciatus aber auf Seite 24, hätte nach der Prioritätsregel der Name Hyperolius multifasciatus lauten müssen. Diese Regel gilt jedoch nach den Internationalen Regeln für die Zoologische Nomenklatur nicht für die Seiten bei der Beschreibung im selben Werk. In diesem Fall kann der Autor der Revision, der die beiden Arten zusammengelegt hat, einen der beiden Namen für die Benennung der Art bestimmen.
Die beiden synonymisierten Arten wurden als Unterarten von Hyperolius kivuensis beibehalten:
- Hyperolius kivuensis kivuensis
- Hyperolius kivuensis multifasciatus[9]